# Histoire de la paléontologie
 (septembre 2013).
L'histoire de la paléontologie a tout d'abord commencé par la curiosité que les humains ont éprouvée lors de la découverte de fossiles (os, coquillages, troncs d'arbres pétrifiés, insectes piégés dans de l'ambre, etc.). Les premières tentatives d'expliquer ces découvertes ont produit des mythes (dragons, larmes du Bouddha, cyclopes, etc.). Mais des tentatives rationnelles isolées d'expliquer les restes fossilisés, sont apparues dès l'Antiquité comme celles du grec Xénophane ou du romain Lucrèce, et au Moyen Âge comme celle du chinois Shen Kuo au XIe siècle. Elles peuvent être considérées comme les débuts de la paléontologie au sens large.
Pourtant, la paléontologie au sens strict, en tant que science pratiquée avec une méthode scientifique et sans interruption jusqu'à nos jours, n'a commencé que pendant la période comprise entre la fin du XVIIIe siècle et le début du XIXe. Elle n'a pu apparaître et se développer que dans le cadre de la pensée scientifique occidentale et de la désacralisation de la société européenne au XVIIIe siècle qui ont créé les conditions de liberté de conscience, donc de recherche, nécessaires à la démarche scientifique.
La prise de conscience de la nécessité de cette discipline nouvellement baptisée « paléontologie » en 1822 s'est produite au cours du XIXe siècle progressivement et conjointement avec l'avènement de la découverte de l'évolution des espèces. Cela est vrai à un point tel qu'en l'état actuel de la situation il est couramment admis au sein de la communauté scientifique que paléontologie et l'étude de l'évolution sont deux approches du vivant complètement dépendantes l'une de l'autre.

## Antiquité gréco-romaine
Les antiques connaissaient les fossiles, le mot fossile dérive d'ailleurs du latin classique fossilis. Pline l'Ancien imagina que les glossopètres tombent du ciel ou de la lune. Des auteurs comme Xénophane ou Thalès comprirent l'origine des fossiles par le lent déplacement des mers mais leurs écrits furent oubliés.
Théophraste, un disciple d’Aristote, interpréta la signification des fossiles de manière erronée (théorie de la « vis plastica », force plastique souterraine façonnant les fossiles), mais son interprétation ne fut pas contredite jusqu’à la révolution scientifique du XVIIe siècle. L'œuvre de ce savant grec ancien, traduite en latin et dans d'autres langues, servit de référence pendant près de deux mille ans.

## Afrique précoloniale
De nombreuses occurrences de collecte de fossiles sont attestés dans de nombreuses régions d'Afrique avant l'arrivée des colons européens, y compris des cas dénotant d'une compréhension de l'origine biologique des fossiles.

## En Chine
En Chine, l’érudit Shen Kuo (1031–1095) observa des fossiles marins dans les différentes couches géologiques de la montagne T'ai-hang Shan qui se trouve à plusieurs centaines de kilomètres de la mer la plus proche. Il en déduisit correctement que ces montagnes furent à un moment situées au niveau de la mer

« J’ai vu des coquilles de bivalves […] dans une couche horizontale, traversant une falaise […]. Ceci [cette couche de fossiles] était à un moment donné au bord de la mer, bien que la mer soit maintenant  à plusieurs centaines de kilomètres plus à l’Est. »

Son hypothèse ne gagna l'Europe que de nombreux siècles plus tard. Il pensait également que les plantes fossiles étaient des preuves de changements intervenus dans le climat.

## En Europe

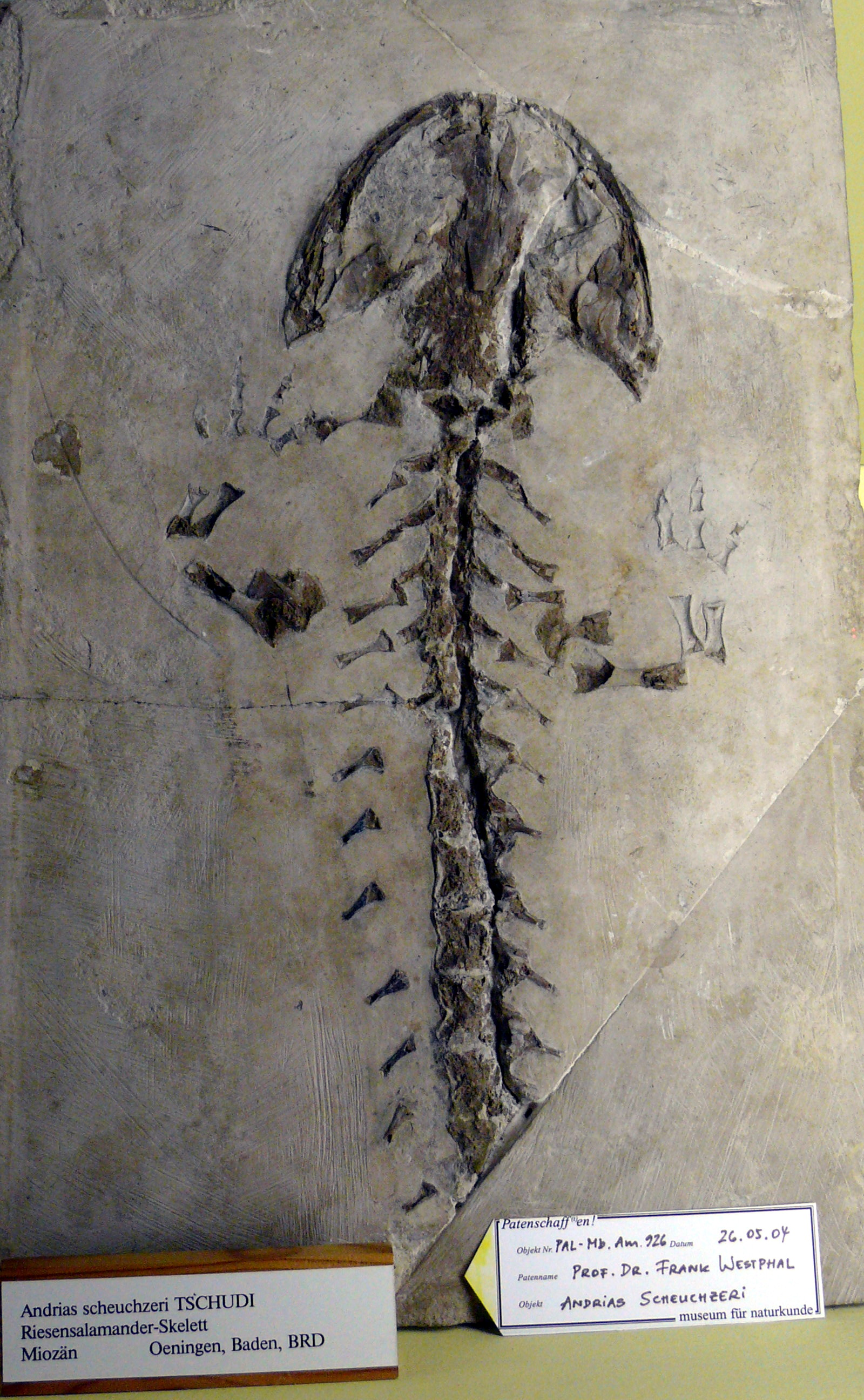
Andrias schleuchzeri, salamandre de l'Oligocène de Suisse, interprétée par Johann Jakob Scheuchzer en 1726 comme un « homme témoin du Déluge ».

Au Moyen Âge, plusieurs interprétations s'affrontent sur l'origine des fossiles. Girolamo Fracastoro, dans ses écrits sur les fossiles de Vérone en 1517, expose ces différentes thèses :
- thèse diluvienne : les fossiles sont des preuves du déluge biblique et « témoignent de la destruction de certaines espèces par Dieu »[4]. Cette thèse aurait été introduite par Ristoro d'Arezzo et défendue par Luther et Descartes.
- thèse de la génération spontanée qui s'applique aussi aux cristaux et aux êtres vivants. Cette interprétation est notamment défendue par Albert le Grand.
- thèse de l'ancien séjour en mer : Léonard de Vinci explique la présence de coquilles sur les continents par l'assèchement des mers mais il se heurte à une réfutation de taille : les fossiles en haut des montagnes.

Bernard Palissy, qui avait réuni une collection de fossiles remarquable, affirme la parenté des spécimens fossiles avec les espèces vivantes, ce qui lui vaut d'être considéré par Georges Cuvier comme un précurseur de la paléontologie moderne. Son observation des gisements fossilifères le conduit à supposer que ces lieux étaient autrefois recouverts par la mer, et que la Terre s'est transformée au cours des siècles. Il expose dans des conférences en 1576 une théorie sur les fossiles selon laquelle l'existence de coquilles sans homologues actuels viendrait du fait que « leur genre s’est perdu » en raison d'une surpêche).  
Le naturaliste français Jean-Louis Giraud-Soulavie (1751-1813) fut, dès 1780, le fondateur de la paléontologie stratigraphique, en imaginant que la durée des temps géologiques puisse s'élever à des centaines de millions d'années.

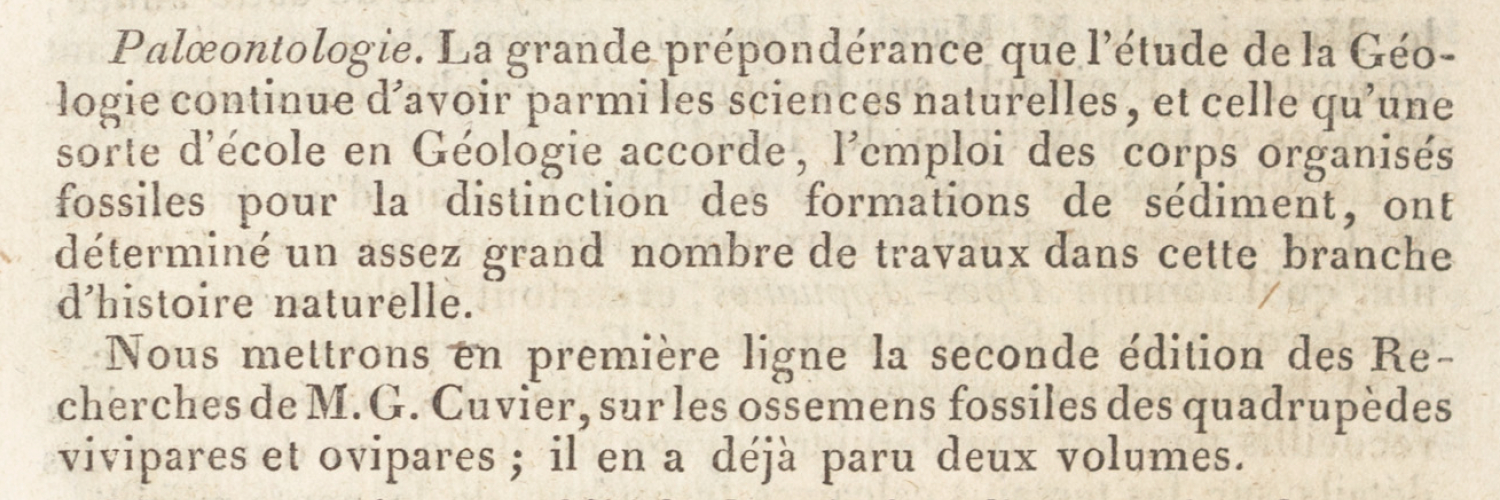
Première mention du mot palæontologie tel que publié en janvier 1822 par Henri Marie Ducrotay de Blainville dans son Journal de physique.

La paléontologie en tant que science, naît véritablement avec Georges Cuvier à la fin du XVIIIe siècle. Spécialiste de l'anatomie comparée, il est naturellement amené à se pencher sur les fossiles. Pour les expliquer, il produit la théorie du catastrophisme. La paléontologie s'inscrit au sein de la géologie, elle-même naissante. En comparant les anatomies des espèces vivantes et des fossiles, Cuvier ouvre la voie à la théorie de l'évolution, bien malgré lui. Dès lors, l'origine de la vie devient une préoccupation sous-jacente de la paléontologie. Son opposant, Jean-Baptiste de Lamarck est lui fondateur de la paléontologie des Invertébrés et produit la théorie du transformisme. Les découvertes de la paléontologue Mary Anning sont une des clefs montrant l'évidence de l'extinction d'espèces. C'est Henri-Marie Ducrotay de Blainville qui en 1822 propose avec succès le terme de paléontologie après avoir échoué avec les termes palaeozoologie, puis palaeosomiologie.
La première chaire de paléontologie a été créée au Muséum national d'histoire naturelle à Paris en 1853 et occupée par Alcide d'Orbigny. Rapidement, les autres capitales européennes inaugureront ensuite leur propre institut.
Le Suisse Louis Agassiz fait sa réputation en étudiant les poissons et organismes d'eau douce ; il est le pionnier de la paléoichtyologie. Agassiz émigra ensuite aux États-Unis et enseigna à Harvard à partir de 1846.